# The Seas with Nemo & Friends (attractie)
The Seas with Nemo & Friends is een darkride in het Amerikaanse attractiepark Epcot, die werd geopend op 24 januari 2007. De attractie draait om de film Finding Nemo en is te vinden in het The Seas with Nemo & Friends-paviljoen.

## Geschiedenis
Toen op 21 augustus 2005 het voormalige The Living Seas zijn deuren sloot, was dit het startsein voor de bouw van The Seas with Nemo & Friends, als onderdeel van de totale verbouwing van het paviljoen. De attractie verving daarmee het voormalige voorshow-Hydrolator-Seacabs-gedeelte uit The Living Seas, maar hield daarbij gedeeltelijk het concept aan van de Seacabs: een darkride die door een aquarium heen gaat. Ten opzichte van de Seacabs werd The Seas with Nemo & Friends een stuk uitgebreid: voormalige ruimtes die voor de voorshow en een hydrolator bedoeld waren, werden omgebouwd tot nieuwe scènes voor de darkride; aan het baangedeelte werd daarmee 85 meter toegevoegd. De Seacabs werden vervangen door een nieuw transportmiddel: de clamobiles. In het aquarium werden enkele aanpassingen gedaan met een speciale projectie- en glastechniek (vergelijkbaar met een Pepper's Ghost), wat het effect verzorgt van figuren uit Finding Nemo die tussen echte vissen in het aquarium lijken te zwemmen. Op 24 januari 2007 werd de attractie officieel geopend voor het publiek.

## Rit
Gasten betreden het paviljoen van The Seas with Nemo & Friends via de attractie; de attractie vormt dus de hoofdentree tot het paviljoen. De wachtrij voor de attractie is toegankelijk door een glazen schuifdeur. Het eerste gedeelte van de wachtrij is gethematiseerd naar een strand; het tweede gedeelte is gethematiseerd naar een zee. Het niveau van de wachtrij lijkt geleidelijk te dalen zodat men langzaamaan onder water lijkt te lopen – de wachtrij is echter volledig horizontaal. Aangekomen in het station, betreden gasten een clamobile (porte-manteau van het Engelse clam (Nederlands: mossel) en mobile (Nederlands: mobiel)), een variant op de omnimover.
Het achterliggende idee van de attractie is dat Nemo (wederom) is verdwenen en dat de gast deze gaat zoeken samen met Marlin en Dory. De eerste scène bestaat uit een koraalrif, waar Marlin rondzwemt op zoek naar Nemo. Verderop zwemt Meester Ray, die samen met zijn studenten ook op zoek is naar Nemo. Als Dory Marlin vergezelt op zijn zoektocht, volgt een scène vol met kwallen. In de scène daarna wordt Marlin achtervolgt door een diepzeehengelvis die hem op probeert te eten. De volgende scène bestaat uit een gezonken duikboot in een mijnenveld met daarin de haaien Bruce en Chum. Vervolgens worden de clamobiles opgezogen in de Oost-Australische golfstroom, alwaar we de schildpaddenfamilie van Crush en Squirt tegenkomen. Hier zwemt Nemo ook rond. De laatste scène, tot slot, leidt door het grote aquarium van het The Seas with Nemo & Friends-paviljoen, waarin geprojecteerde versies van Nemo, Marlin en Dory tussen de echte vissen lijken te zwemmen. Vervolgens bereiken gasten het station om uit te stappen en belanden ze in de SeaBase van het paviljoen.

## Afbeeldingen

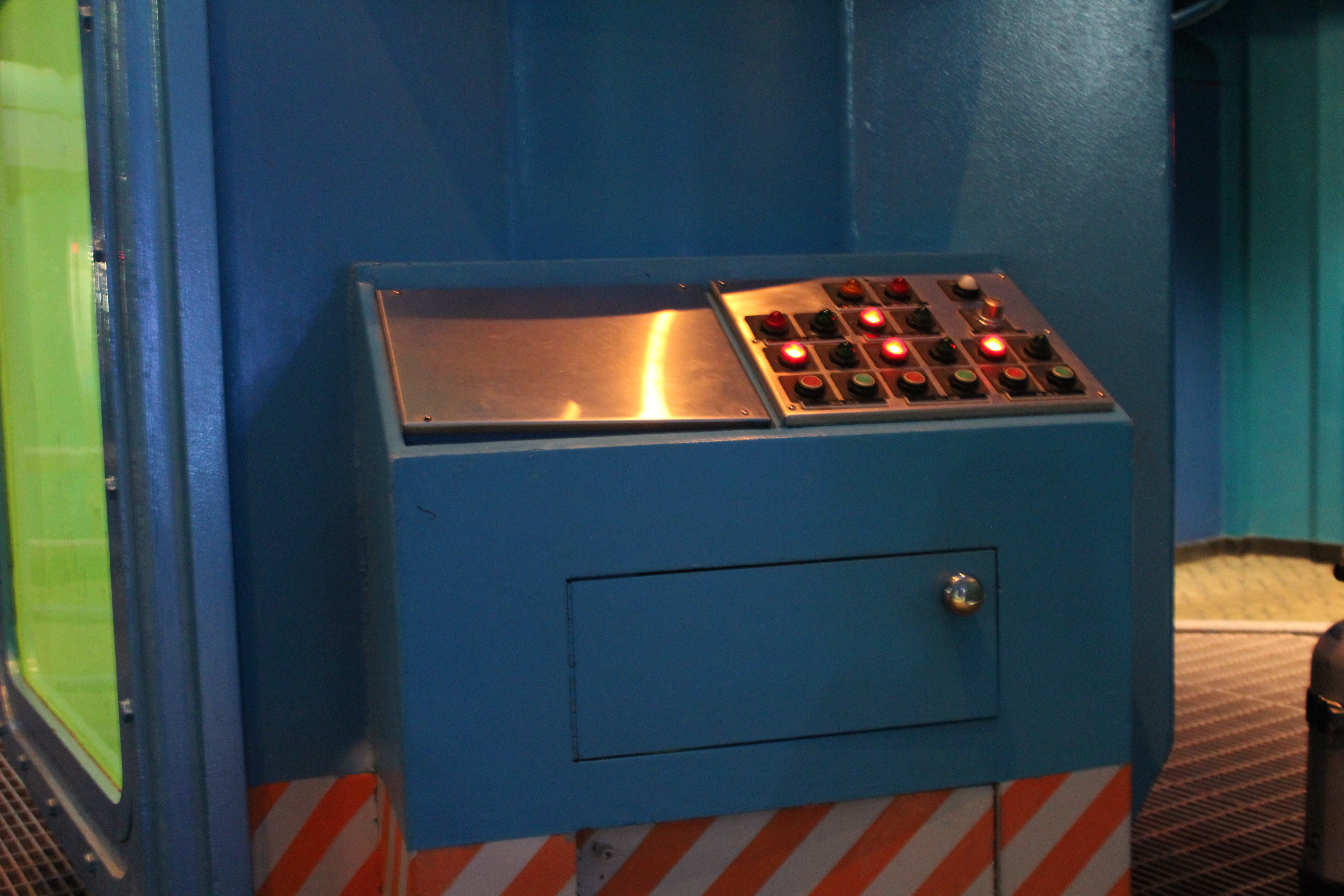
Controlepaneel
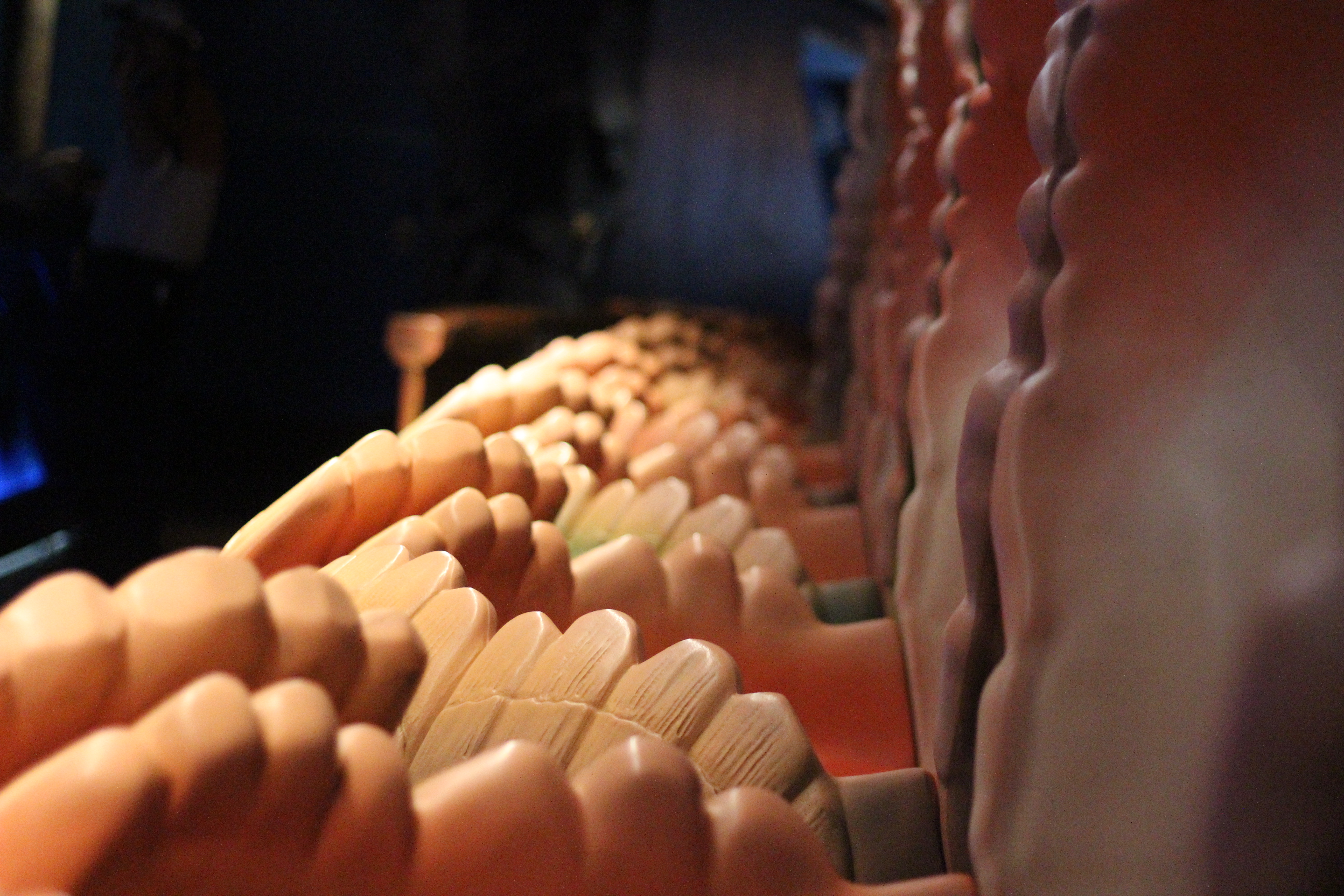
Detail van de voertuigen
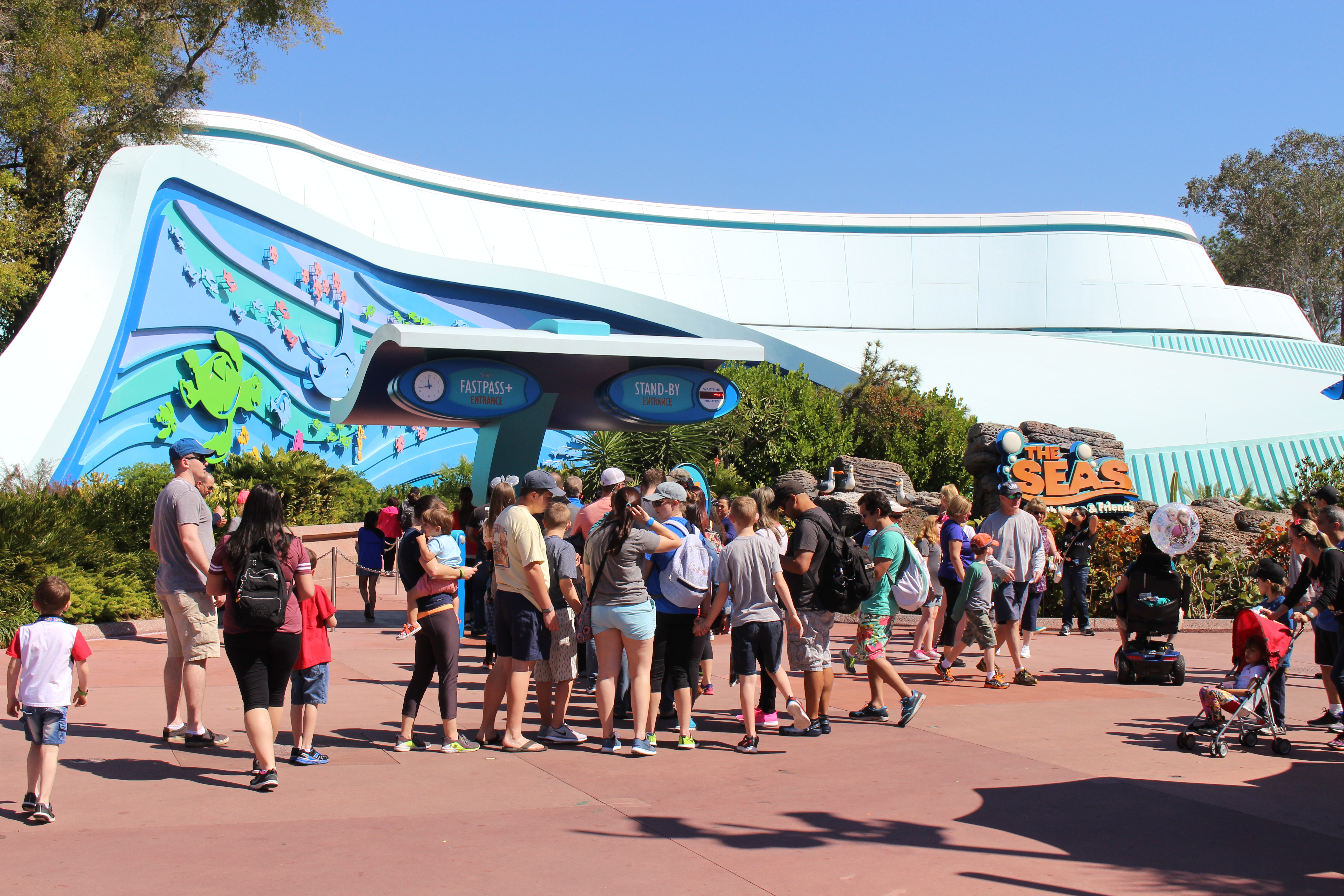
Exterieur